# Tatort: In der Familie
In der Familie ist ein zweiteiliger deutscher Kriminalfilm von Dominik Graf (Teil 1) und Pia Strietmann (Teil 2) aus dem Jahr 2020. Innerhalb der Filmreihe Tatort handelt es sich um eine Doppelfolge, die in Dortmund und München spielt und anlässlich ihres 50-jährigen Jubiläums produziert und erstausgestrahlt wurde. Für die Dortmunder ist es die Doppelfolge 17/18, für die Münchner 85/86. Die erste der beiden Folgen wurde auf den Tag genau 50 Jahre nach der allerersten Tatortfolge überhaupt ausgestrahlt. Die Dortmunder Kommissare um Faber und Bönisch und die Münchner Kommissare Batic und Leitmayr ermitteln zusammen im Umfeld einer italienischstämmigen Familie, die unter dem Einfluss der Mafia-Organisation ’Ndrangheta steht und dadurch auch in Morde verstrickt wird. In den Filmen gibt es über weite Strecken Gespräche in süditalienischem Dialekt, welche Deutsch untertitelt sind. Etliche Kritiker äußerten sich begeistert über die Filme, manche hoben sie als besondere Fernsehereignisse hervor.

## Handlung

### Teil 1
Luca Modica betreibt in Dortmund-Lütgendortmund mit seiner Frau Juliane eher erfolglos eine Pizzeria. Trotzdem kommt er finanziell gut über die Runden, denn sein Restaurant dient als Umschlagplatz für mafiöse Drogengeschäfte. Nachdem Pippo Mauro in München einen Drogendealer ermordet hat, sucht er Unterschlupf bei Luca Modica, was der nach den Regeln der ’Ndrangheta nicht ablehnen kann. Das Ermittlerteam in Dortmund beobachtet Modicas Pizzeria schon eine Weile, sodass ihnen der neue Gast auffällt und sie das BKA informieren. Batic und Leitmayr, die nach Mauro fahnden, reisen nach Dortmund, um ihn festzunehmen. Die Kommissare aus Dortmund wollen Modica und Mauro aber noch länger überwachen, um weitere Beweise und Kontakte zu Verbindungsleuten zu ermitteln.
Juliane Modica ist entsetzt darüber, dass Luca von Pippo Mauro unter Druck gesetzt und offen zu kriminellen Aktionen angestiftet wird. Nora Dalay wird von Faber darauf angesetzt, sich mit Juliane anzufreunden und sie zu einer umfassenden Zeugenaussage zu bewegen, aber Juliane weiß zu wenig, was verwertbar ist. Die Lage spitzt sich zu und beginnt zu eskalieren, als Juliane auf Drängen von Faber einer Abhöraktion zustimmt. Als Julianes Kontakt zur Polizei auffliegt, wird Luca von der ’Ndrangheta genötigt, die Verräterin Juliane zu töten.
Pippo Mauro flieht daraufhin mit Sofia, der 17-jährigen Tochter der Modicas. Auch Luca kann den Fahndern entkommen und sich nach München absetzen. Bestürzt über den Tod von Juliane Modica quittiert Dalay den Dienst.

### Teil 2
Ein halbes Jahr später: Nach dem Mord an Juliane Modica sind Pippo Mauro und Luca Modica mit dessen Tochter Sofia in München untergetaucht. Sofia weiß nicht, was mit ihrer Mutter geschehen ist.
Im Auftrag von Domenico Palladio, dem lokalen Chef der 'Ndrangheta, entführen Pippo Mauro und Luca Modica den Leiter des Baudezernats Gschwendner. An einer einsamen Brücke im Wald quälen sie den Mann und bringen ihn dabei um, was von Palladio nicht beabsichtigt war. Ein Fluchtversuch von Sofia scheitert. Palladio lässt das Entführungsfahrzeug an einem anderen Ort anzünden. Batic und Leitmayr finden Pippo Mauros DNA-Spuren an der Leiche.
Palladio lässt Sofia in seine Familie bringen, um sie nach ihrem Fluchtversuch unter Kontrolle zu haben und Druck auf Luca auszuüben. Bei einem Restaurantbesuch ruft Sofia heimlich das Handy ihrer Mutter an und hinterlässt eine Sprachnachricht. Als Palladio dies entdeckt, verrät er Sofia, dass ihre Mutter getötet wurde, aber nicht, von wem. Er lässt sie in der schäbigen Unterkunft von Pippo Mauro und Luca Modica festsetzen.
Die Polizei findet das ausgebrannte Fahrzeug, es gehört Palladio. Batic und Leitmayr observieren Palladios luxuriöses Anwesen. Hauptkommissar Faber hat Sofias Anruf lokalisiert. Er fährt nach München (anscheinend ohne dienstlichen Auftrag) und erhält im Restaurant einen Tipp, der ihn auf die Spur von Palladio führt. Ebenso wie seine Münchner Kollegen verfolgt er Palladio zu einem asiatischen Restaurant, wo sich dieser mit Herrn Hainer, dem stellvertretenden Baudezernenten, und dem Bauunternehmer Sailer trifft.
Als Luca die Wohnung verlassen hat und Pippo Sofia alleine bewachen soll, bedrängt er sie sexuell. Sie erschießt ihn in Notwehr und flieht. Pippos Leiche wird schnell entdeckt. Palladio, der Eigentümer der Wohnung, wird im Präsidium von Leitmayr verhört, während Batic Hainer vernimmt – beides ohne Ergebnis. Sofia findet Marc, den Sohn von Palladio, und zwingt ihn mit Pippos Pistole, zu der Brücke im Wald zu fahren. Sie bestellt Palladio dorthin. Zuvor hat sie Marc gezwungen, über das Brückengeländer zu steigen, wo er sich nur mit Mühe festhalten kann. Palladio erscheint und Sofia will mit vorgehaltener Waffe wissen, wer ihre Mutter umgebracht hat, während Marc abzustürzen droht. In diesem Augenblick erscheinen auch Leitmayr, Batic und Faber auf der Brücke. Palladio nennt schließlich Luca als Mörder von Juliane und gesteht damit ein, dass er von all dem wusste. Während die Kommissare Marc helfen, flieht Sofia in den Wald. Batic verfolgt sie zunächst, lässt sie dann aber heimlich laufen.
Unterdessen ist Luca auf der Suche nach Sofia zu Palladios Haus gegangen. Er bittet Claudia, Palladios Frau, ihm bei der Suche zu helfen. Aber Claudia, die inzwischen informiert ist, dass ihr Sohn von Sofia bedroht wird, zückt ihrerseits eine Pistole, um Luca zu töten, weil er inzwischen zu viel von Palladios Geschäften mitbekommen hatte. Luca kann Claudia entwaffnen und erwürgt sie, wie zuvor in Dortmund schon seine Frau.
In der Schlussszene begegnen sich Sofia und ihr Vater auf einem abgelegenen Bahnsteig. Sofia hat die Gelegenheit, Luca vor einen vorbeifahrenden Zug zu stoßen, aber sie tut es nicht, sondern verschwindet vom Bahnsteig, kurz bevor Luca von der Polizei verhaftet wird. Als Leitmayr, Batic und Faber mit dem Wagen vom Bahnsteig wegfahren, sieht Faber, wie Sofia in einiger Entfernung über ein Feld geht. Er fordert seine beiden Kollegen auf, sie zu verfolgen, aber Batic und Leitmayr unternehmen nichts. Faber ärgert sich, aber Leitmayr meint, Sofia solle eine Chance bekommen.

## Entstehung
Der erste Teil des Films wurde vom 11. November 2019 bis zum 15. Dezember 2019 in Dortmund und Köln gedreht, der zweite Teil vom 3. März 2020 bis zum 13. Juli 2020 in München und Umgebung. Die einsame Brücke aus Teil 2 überquert den Schwarzbach bei Unterjettenberg im Berchtesgadener Land. Die lange Drehzeit war durch die Covid-19-Pandemie bedingt. Der Heimatort des Mafia-Clans wird mit Aufnahmen aus Morano Calabro dargestellt.

## Rezeption

### Kritiken
Der Film-Dienst, aus dem sich das Lexikon des Internationalen Films speist, bewertete den Zweiteiler mit vier von fünf möglichen Sternen und als sehenswert. Er sei ein Film, „der die Stereotypen der Reihe und des Kriminalfilms furios abstreift“ und „sich zur eindrücklichen Studie einer zerstörten Familie“ wandele, „ohne an Konzentration und Spannung nachzulassen.“ Ebenfalls im Film-Dienst beurteilte Josef Schnelle die beiden Folgen begeistert als Filme, „die in ihrer archaischen Seelentiefe und in ihren ästhetischen Standards nicht nur zusammen, sondern auch jeder für sich herausragende Fernsehereignisse“ seien. Dietrich Leder lobte in der Medienkorrespondenz die Spannung als über beide Teile hinweg anhaltend, das Zusammenspiel der Kommissare als funktionierend und die Darstellung des mafiösen Milieus als von „einer gewissen Sorgfalt“ geprägt. Barbara Sichtermann befand bei epd medien: „Spannung und Stimmung sind dem Jubiläum angemessen: atemberaubend.“
In der FAZ lobte der Kritiker die Doppelfolge als zwar „maßlos überbesetzt, aber erzählerisch und ästhetisch stark“. Wie sich die „Verwicklung der Teufelspakte voller Schuld-, Sühne- und Racheverstrickungen ultimativ zuspitzt, ist unbedingt sehens- und dank der gelungenen Musikauswahl auch hörenswert.“
Der Kritiker der Sächsischen Zeitung lobte den Zweiteiler als passend in eine „Qualitäts-Liga, die seine Wahl zur Jubiläumsfolge durchaus rechtfertigt.“ Dennoch sei er nicht so innovativ, wie von ARD-Programmdirektor Volker Herres beworben. Die „innovative Kraft“ der Reihe Tatort werde „vielmehr angedeutet, ohne dass man sie ganz ausspielt“. Mitnichten sei es so außergewöhnlich, „wenn die Ermittler in die zweite Kamerareihe zurückrücken und Platz machen für eine Figur der ‚anderen‘ Seite“.
Der Spiegel-Autor Christian Buß bewertete den ersten Teil mit neun von zehn möglichen Punkten und den zweiten Teil, der ein „Meisterwerk“ sei, mit der vollen Punktzahl. Über den ersten Teil schrieb er: Der Regisseur finde für die Darstellung „der unüberwindbaren Verschränkung von Familie und Geschäft […] so aufwühlende und grausame Bilder, wie man sie im Fernsehkrimi selten gesehen hat.“ Zum zweiten Teil meinte der Kritiker der Stuttgarter Zeitung anerkennend, dass dem Drehbuchautor die Integration Fabers in die Ermittlungen in München so gut gelinge, dass es weder „erzwungen“ noch „wie ein bloßer Gimmick“ zum Tatort-Jubiläum wirke.

### Einschaltquoten
Die Erstausstrahlung des ersten Teils im Ersten erreichte 9,54 Millionen Zuschauer und erzielte einen Marktanteil von 27,1 Prozent, beim zweiten Teil belief sich die Reichweite auf 8,7 Millionen Zuschauer und der Marktanteil auf 24,5 Prozent.